# Wasteland
Wasteland (en español: "erial", "yermo" o "baldío") es un videojuego de rol post-apocalíptico publicado por Electronic Arts en 1988. El juego fue diseñado por Brian Fargo, Michael A. Stackpole, Ken St. Andre y Alan Pavlish, programado por Pavlish y producido por David Albert, de Interplay Entertainment.

## Historia
El juego se desarrolla en el medio del siglo 21. Después de una guerra nuclear en 1998, la Tierra se ha convertido en un "yermo", "erial" o "baldío" (en inglés: "Wasteland"), donde la supervivencia es el objetivo primordial. 
El jugador controla a un grupo de Rangers del Desierto, un remanente del Ejército de los Estados Unidos ubicados en el suroeste del país. El grupo empieza con cuatro personajes, y en el transcurso del juego se puede tener hasta siete personajes reclutando determinados ciudadanos y las criaturas de "Wasteland" amigables hacia el jugador. El grupo está asignado para investigar una serie de disturbios en las áreas cercanas y en todo el juego. El jugador explora el resto de los enclaves de la civilización humana, incluyendo una postapocalíptica Las Vegas.

## Jugabilidad
La mecánica del juego se basa directamente en los utilizados en los juegos de rol de mesa Tunnels and Trolls y Mercenaries, Spies and Private Eyes, creados por los desarrolladores de Wasteland, Ken St. Andre y Michael Stackpole. En consecuencia los personajes de Wasteland tienen varias características (fuerza, inteligencia y suerte, entre otros) que les permiten utilizar diferentes habilidades y armas. La experiencia se gana a través de la batalla y por el uso de las habilidades. El juego en general permitiría que los jugadores avanzaran con una variedad de tácticas. Para ir a través de una puerta bloqueada, un jugador puede utilizar la habilidad de ganzúa, la habilidad de escalar, o su atributo de fuerza. O bien podría forzar la puerta con un diablo o un cohete M72 LAW.
El grupo inicial de los Rangers del Desierto encuentra a un número de PNJ (NPC) mientras el juego avanza, los cuales pueden ser reclutados para el grupo hasta llegar a un máximo de siete. A diferencia de otros juegos de rol de la época, estos PNJ podrían negarse a renunciar a un elemento, o realizar una acción si se le ordena hacerlo. El juego fue destacado también por su alto e implacable nivel de dificultad.
Wasteland utiliza el motor de juego de The Bard's Tale III: Thief of Fate. Fue uno de los primeros juegos que ofrecen un mundo persistente, donde los cambios en el mundo del juego se almacenan y mantienen. Volviendo a áreas en el juego, uno podría encontrarlas en el estado en que se las dejó, en lugar del reinicio a su estado original, como era común para los juegos de la época. Dado que los discos duros eran todavía poco frecuente en ordenadores personales en 1988, esto significaba que el disco del juego original tenía que ser copiado en primer lugar, como el manual lo indicaba.
Una de las características de este juego fue la inclusión de una colección impresa de párrafos, que el juego instruiria a leer en los momentos adecuados. Estos párrafos describen encuentros y conversaciones, pistas contenidas, y se añade a la textura general del juego. Dado que el espacio de programación era un bien escaso, se ahorró en los recursos del mismo, para tener la mayor parte de la historia del juego impreso en un manual aparte en lugar de almacenarla en el código del juego. Los libros de párrafos también sirvieron como una rudimentaria forma de protección de copia, ya que si alguien jugaba una versión copiada del juego, se perdería gran parte de la historia, así como pistas necesarias para progresar en él. Además, los párrafos incluyen una historia no relacionada acerca de una misión a Marte con la intención de confundir a aquellos que leen los párrafos cuando no se les indica, y un conjunto de contraseñas falsas para "desalentar" a los tramposos con resultados extraños, que van desde cambios de sexo del personaje hasta detonar una bomba.
El juego también fue conocido por la prosa de combate como "el conejo se reduce a una fina pasta de color rojo" y "explota como una morcilla", lo que provocó que una pegatina PG-13 fuera incluida en la caja del juego en los Estados Unidos.

## Versiones
Wasteland se distribuyó por primera vez para Apple II y fue portado a la Commodore 64 y PC en 1988. Es a menudo (y erróneamente) catalogado como que se publicó en 1987, porque en ese año aparece en la pantalla de título de la versión de Apple. Aunque todas las versiones son casi idénticas en términos de jugabilidad, la que fue portada para PC EGA había mejorado los gráficos (también hubo una versión CGA), aunque el C64 se jactó del mejor sonido. La versión para PC difiere por tener una habilidad adicional llamado "tiro de combate", que se podía comprar solo cuando un personaje se crea por primera vez.
Wasteland se volvió a publicar como parte del Interplay's 10 Year Anthology: Classic Collection en 1995, y también en el Ultimate Archives RPG en 1998 a través del sello DragonPlay de Interplay. A estas versiones posteriormente empaquetadas les faltaba el programa de instalación original, lo que permitió a los mapas del juego restablecerse, manteniendo al mismo tiempo el equipo original del jugador de los Rangers. Jeremy Reaban escribió un programa no oficial (y sin apoyo) que emula esta funcionalidad.

## Recepción
Wasteland fue un éxito de crítica, y ha sido incluido en numerosas listas como "mejor juego" y del "Salón de la Fama". Computer Gaming World le concedió al juego el premio de "Juego de Aventuras del Año" en 1988. La reseña citó "su facilidad de juego, la riqueza de la trama, los requisitos de la resolución de problemas, sistema de habilidades y tareas, y los gráficos de pantalla" como elementos de su excelencia.
Wasteland fue clasificado también como el 24° mejor juego de PC de todos los tiempos por IGN en el 2000, llamándolo "uno de los mejores juegos de rol para honrar a la PC" y "un juego de rol realmente innovador para su época". De acuerdo con una revisión retrospectiva de Eurogamer en 2012, "incluso ahora, ofrece un mundo único de juego de rol y la experiencia de toda una civilización caída llena de enigmas, personajes, y artefactos, toda la magia metida en menos de un megabyte de espacio"." De acuerdo con una retrospectiva de IGN en 2012, "el tiempo no ha sido amable con Wasteland, pero sus conceptos básicos se mantienen firmes".

## Legado
Wasteland fue seguido en 1990 por una secuela de menor éxito, llamada Fountain of Dreams, ambientada en la posguerra de Florida. Electronic Arts se arrepintió en el último momento, y no fue anunciado como una secuela de Wasteland; de hecho, nadie del reparto creativo de Wasteland trabajó en Fountain of Dreams.
El equipo de Interplay sí trabajó en Meantime, el cual se basa en el motor del juego y el universo de Wasteland, pero este juego no fue una continuación de la historia. El código de Meantime estaba casi terminado y una versión beta fue producida, pero la producción completa del juego fue cancelada cuando el mercado de los ordenadores de 8 bits del juego entró en declive.
Interplay ha descrito su juego de 1997 Fallout como el sucesor espiritual de Wasteland. Según IGN: "La incapacidad de Interplay para obtener la marca Wasteland de EA fue lo que los llevó a desarrollar Fallout en primer lugar". También hay elementos de homenaje a Wasteland en Fallout 2. Todos los juegos de la serie Fallout se establecen en un mundo descrito por sus personajes como el "Yermo" ("Wasteland" en inglés), por ejemplo, el "Yermo del Medio Oeste" en Fallout Tactics: Brotherhood of Steel o el "Yermo capital" en Fallout 3. Una parte importante del universo de Fallout es la organización militar "Brotherhood of Steel" ("Hermandad de Acero"), cuyos orígenes son similares a los Rangers del Desierto y los guardianes del viejo orden de Wasteland, y un grupo llamado "Rangers del Desierto" aparece en Fallout: New Vegas.

### Secuelas
Wasteland 2, lanzado en 2014, fue desarrollado por inXile Entertainment, de Brian Fargo, y Obsidian Entertainment, de Chris Avellone, para las plataformas Microsoft Windows, Mac OS X y Linux. Es la secuela de Wasteland y es considerado como un sucesor espiritual de los juegos de Fallout originales publicados por Interplay Entertainment.
El juego está ambientado en una línea de tiempo alterna de la historia, en la que el holocausto nuclear tuvo lugar en 1998 en relación con un impacto de un grupo de meteoros que provocaron una guerra nuclear mundial.
Por su parte, Wasteland 3, de 2020, fue desarrollado nuevamente por inXile Entertaiment, y financiado a través de micromecenazgo. En este caso, el juego se ambienta en los páramos helados de un Colorado post-apocalíptico. El jugador toma el control del último miembro sobreviviente del Equipo Noviembre, un Escuadrón Ranger.